# Брауншвейг-Люнебург
Брауншвейг-Люнебург (нем. Herzogtum Braunschweig-Lüneburg) — историческое немецкое герцогство, которым правили Вельфы. Располагалось на территории современной федеральной земли Нижняя Саксония.

## История

Герцогство Брауншвейг-Люнебург в 1235 году

Территория будущего герцогства оказалась во владении Вельфов при Генрихе Гордом, владевшим одновременно герцогствами Бавария и Саксония. Его сын, Генрих Лев, попал в немилость императора, опасавшегося усиления Вельфов, и в 1180 году был лишён большинства своих владений. В его руках остались только в аллодиальном пользовании Брауншвейг и Люнебург. 21 августа 1235 года Оттон I Дитя, внук Генриха Льва, получил бывшее аллодиальное владение своей семьи в качестве имперского лена. Император Священной Римской империи Фридрих II в знак примирения между Гогенштауфенами и Вельфами признал за Оттоном титул герцога Брауншвейг-Люнебургского.
После смерти Оттона в 1252 году ему наследовали старшие сыновья Альбрехт и Иоганн. Братья 31 мая 1267 года заключили договор в Кведлинбурге по вопросу о разделе наследственных вельфских владений, которые с той поры уже никогда не соединялись более в одних руках. По этому договору Иоганн, который получил право выбора владений, получил более компактную часть герцогства с Люнебургом, Ганновером и Гифхорном, а Альбрехт — область вокруг Брауншвейга, Вольфенбюттеля, Каленберга и Гёттингена. Окончательно раздел был завершён в 1269 году. При этом Брауншвейг оставался в совместном владении братьев. Старший брат с этого момента носил титул герцога Брауншвейг-Люнебурга в Брауншвейге, став основателем Старшего Брауншвейгского дома и заложив основы будущего герцогства Брауншвейг-Вольфенбюттель, а младший — титул герцога Брауншвейг-Люнебурга в Люнебурге, основав Старший Люнебургский дом.
С 1692 года герцоги Брауншвейг-Люнебургские получили титул курфюрстов Священной Римской империи.